# 丽莎·洛佩兹
丽莎·尼克尔·洛佩兹（英語：Lisa Nicole Lopes，1971年5月27日—2002年4月25日）是美国著名R&B三人组合TLC的成员之一，艺名"Left Eye"（“左眼”）。在1990年代的嘻哈音乐文化中，丽莎的角色涵盖了歌手、饶舌演绎家、歌曲作家以及音乐制作人。除了为TLC的众多作品贡献饶舌写作和概念创意之外，丽莎也曾於2001年8月单飞發表个人专辑《Supernova (Lisa Lopes album)》以及与其他流行歌手合作等作品。生涯中共获得四冠格莱美奖。
丽莎曾於1994年因燒毀前男友的家而被捕。
2002年4月25日，丽莎在洪都拉斯海滨城市度假时遭遇车祸不幸身亡。